# Diego Falcinelli
Diego Falcinelli (Marsciano, Umbría, Italia, 26 de junio de 1991) es un futbolista italiano. Juega de delantero y su equipo es el Spezia Calcio de la Serie B.

## Trayectoria

### Pontevecchio
Falcinelli comenzó su carrera en el club Pontevecchio de Ponte San Giobanni (una frazione de Perugia).

### Sassuolo
Fichó por segunda vez por el Sassuolo por tres años en junio de 2011 por 25 000 €. En su paso por el club se fue a préstamo al Juve Stabia, Virtus Lanciano, Perugia, Crotone y finalmente a la Fiorentina en 2018.

### Bologna
Fichó por el Bologna el 4 de julio de 2018 por cuatro años.

### Modena
El 6 de julio de 2022 fichó por el Modena F. C., donde estuvo una temporada y media antes de recalar en el Spezia Calcio en enero de 2024.

## Selección nacional
Ha sido llamado a selecciones italianas de nivel amateur.

## Estadísticas
Actualizado al último partido disputado el 4 de abril de 2019.
| A. S. D. Pontevecchio · Italia                                                  | 4.ª           | 2008-09       | 32  | 4  | 0  | 0 | - | - | 32  | 4  |
| A. S. D. Pontevecchio · Italia                                                  | Total club    | Total club    | 32  | 4  | 0  | 0 | - | - | 32  | 4  |
| U. S. Sassuolo Calcio · Italia                                                  | 2.ª           | 2009-10       | 1   | 0  | 1  | 0 | - | - | 2   | 0  |
| Foligno Calcio A. S. D. · Italia                                                | 3.ª           | 2010-11       | 31  | 6  | 2  | 1 | - | - | 33  | 7  |
| Foligno Calcio A. S. D. · Italia                                                | Total club    | Total club    | 31  | 6  | 2  | 1 | - | - | 33  | 7  |
| U. S. Sassuolo Calcio · Italia                                                  | 2.ª           | 2011-12       | 3   | 0  | 1  | 0 | - | - | 4   | 0  |
| U. S. Sassuolo Calcio · Italia                                                  | Total club    | Total club    | 3   | 0  | 1  | 0 | - | - | 4   | 0  |
| S. S. Juve Stabia · Italia                                                      | 2.ª           | 2011-12       | 12  | 1  | -  | - | - | - | 12  | 1  |
| S. S. Juve Stabia · Italia                                                      | Total club    | Total club    | 12  | 1  | -  | - | - | - | 12  | 1  |
| U. S. Sassuolo Calcio · Italia                                                  | 2.ª           | 2012-13       | 0   | 0  | 2  | 0 | - | - | 2   | 0  |
| S. S. Virtus Lanciano · Italia                                                  | 2.ª           | 2012-13       | 39  | 5  | -  | - | - | - | 39  | 5  |
| S. S. Virtus Lanciano · Italia                                                  | 2.ª           | 2013-14       | 34  | 4  | 1  | 0 | - | - | 35  | 4  |
| S. S. Virtus Lanciano · Italia                                                  | Total club    | Total club    | 73  | 9  | 1  | 0 | - | - | 74  | 9  |
| A. C. Perugia Calcio · Italia                                                   | 2.ª           | 2014-15       | 39  | 14 | 3  | 1 | - | - | 42  | 15 |
| A. C. Perugia Calcio · Italia                                                   | Total club    | Total club    | 39  | 14 | 3  | 1 | - | - | 42  | 15 |
| U. S. Sassuolo Calcio · Italia                                                  | 1.ª           | 2015-16       | 26  | 2  | 2  | 1 | - | - | 28  | 3  |
| U. S. Sassuolo Calcio · Italia                                                  | 1.ª           | 2016-17       | 1   | 0  | -  | - | 4 | 0 | 5   | 0  |
| F. C. Crotone · Italia                                                          | 1.ª           | 2016-17       | 35  | 13 | -  | - | - | - | 35  | 13 |
| F. C. Crotone · Italia                                                          | Total club    | Total club    | 35  | 13 | -  | - | - | - | 35  | 13 |
| U. S. Sassuolo Calcio · Italia                                                  | 1.ª           | 2017-18       | 20  | 2  | 3  | 1 | - | - | 23  | 3  |
| U. S. Sassuolo Calcio · Italia                                                  | Total club    | Total club    | 51  | 4  | 9  | 2 | 4 | - | 64  | 6  |
| A. C. F. Fiorentina · Italia                                                    | 1.ª           | 2017-18       | 12  | 0  | -  | - | - | - | 12  | 0  |
| A. C. F. Fiorentina · Italia                                                    | Total club    | Total club    | 12  | 0  | -  | - | - | - | 12  | 0  |
| Bologna F. C. 1909 · Italia                                                     | 1.ª           | 2018-19       | 16  | 0  | 2  | 1 | - | - | 18  | 1  |
| Bologna F. C. 1909 · Italia                                                     | Total club    | Total club    | 16  | 0  | 2  | 1 | - | - | 18  | 1  |
| Total carrera                                                                   | Total carrera | Total carrera | 301 | 51 | 17 | 5 | 4 | 0 | 322 | 56 |
| (1) Incluye datos de Copa Italia. (2) Incluye datos de Liga Europea de la UEFA. |               |               |     |    |    |   |   |   |     |    |

## Palmarés

### Títulos nacionales
| Título              | Club                      | País   | Año  |
| ------------------- | ------------------------- | ------ | ---- |
| Superliga de Serbia | Estrella Roja de Belgrado | Serbia | 2021 |
| Copa de Serbia      | Estrella Roja de Belgrado | Serbia | 2021 |